# Wellton Hills
Wellton Hills es un lugar designado por el censo ubicado en el condado de Yuma en el estado estadounidense de Arizona. En el Censo de 2010 tenía una población de 258 habitantes y una densidad poblacional de 155,89 personas por km².

## Geografía
Wellton Hills se encuentra ubicado en las coordenadas 32°37′24″N 114°8′43″O / 32.62333, -114.14528. Según la Oficina del Censo de los Estados Unidos, Wellton Hills tiene una superficie total de 1.66 km², de la cual 1.65 km² corresponden a tierra firme y (0%) 0 km² es agua.

## Demografía
Según el censo de 2010, había 258 personas residiendo en Wellton Hills. La densidad de población era de 155,89 hab./km². De los 258 habitantes, Wellton Hills estaba compuesto por el 80.23% blancos, el 0% eran afroamericanos, el 0.39% eran amerindios, el 0.39% eran asiáticos, el 0.78% eran isleños del Pacífico, el 14.73% eran de otras razas y el 3.49% pertenecían a dos o más razas. Del total de la población el 37.98% eran hispanos o latinos de cualquier raza.